# Ronde van Italië 2019/Tiende etappe
De tiende etappe van de Ronde van Italië 2019 was een rit over 147 kilometer tussen Ravenna en Modena. De eerste etappe na de eerste rustdag was een biljartvlakke etappe waarin een massasprint onvermijdelijk leek. In de finale was er een valpartij, waar de paarsetruidrager Pascal Ackermann bij was betrokken. 
| Ravenna – Modena (147 km) |                  |                             |          |
| Plaats                    | Naam             | Ploeg                       | Tijd     |
| 1                         | Arnaud Démare    | Groupama-FDJ                | 3u36'07" |
| 2                         | Elia Viviani     | Deceuninck–Quick-Step       | z.t.     |
| 3                         | Rüdiger Selig    | BORA-hansgrohe              | z.t.     |
| 4                         | Caleb Ewan       | Lotto Soudal                | z.t.     |
| 5                         | Giacomo Nizzolo  | Team Dimension Data         | z.t.     |
| 6                         | Davide Cimolai   | Israel Cycling Academy      | z.t.     |
| 7                         | Manuel Belletti  | Androni Giocattoli-Sidermec | z.t.     |
| 8                         | Giovanni Lonardi | Nippo-Vini Fantini-Faizanè  | z.t.     |
| 9                         | Jasper De Buyst  | Lotto Soudal                | z.t.     |
| 10                        | Jacopo Guarnieri | Groupama-FDJ                | z.t.     |
|                           |                  |                             |          |
| 17                        | Ramon Sinkeldam  | Groupama-FDJ                | z.t.     |

| Algemeen klassement |                    |                             |           |
| Plaats              | Naam               | Ploeg                       | Tijd      |
| Roze trui           | Valerio Conti      | UAE Team Emirates           | 36u08'32" |
| 2                   | Primož Roglič      | Team Jumbo-Visma            | + 1'50"   |
| 3                   | Nans Peters        | AG2R La Mondiale            | + 2'21"   |
| 4                   | José Joaquín Rojas | Movistar Team               | + 2'33"   |
| 5                   | Fausto Masnada     | Androni Giocattoli-Sidermec | + 2'36"   |
| 6                   | Andrey Amador      | Movistar Team               | + 2'39"   |
| 7                   | Amaro Antunes      | CCC Team                    | + 3'05"   |
| 8                   | Valentin Madouas   | Groupama-FDJ                | + 3'27"   |
| 9                   | Giovanni Carboni   | Bardiani-CSF                | + 3'30"   |
| 10                  | Peio Bilbao        | Astana Pro Team             | + 3'32"   |
|                     |                    |                             |           |
| 12                  | Bauke Mollema      | Trek-Segafredo              | + 3'45"   |
| 13                  | Pieter Serry       | Deceuninck–Quick-Step       | + 3'47"   |

1e etappe ·
2e etappe ·
3e etappe ·
4e etappe ·
5e etappe ·
6e etappe ·
7e etappe ·
8e etappe ·
9e etappe ·
10e etappe ·
11e etappe ·
12e etappe ·
13e etappe ·
14e etappe ·
15e etappe ·
16e etappe ·
17e etappe ·
18e etappe ·
19e etappe ·
20e etappe ·
21e etappe
Startlijst · Eindstanden · Afbeeldingen